# Павло Головчук
Павло Головчук (*5 липня 1940, Дев'ятина) — український письменник і журналіст в Хорватії. Колишній голова Союзу русинів і українців Республіки Хорватія. Член Спілки письменників Німеччини.

## Біографія
Народився 5 липня 1940 року в селі Дев'ятина (Боснія) в родині Андрія Головчука та Стефанії з дому Німащук. Після закінчення початкової 8-річної школи навчався у хорватських Салезіян в Крижевцях.
Після служби в армії навчався на вищих курсах для адміністративних працівників. Працював у місті Баня-Лука, заочно продовжував навчання на правничому факультеті Сараєвського університету.
Протягом 12-ти років готував українські радіопередачі на Радіо Баня-Лука, брав активну участь у праці українських організацій у Боснії, Хорватії та Сербії.
1980 року виїхав до Німеччини. Дев'ять років працював при українській греко-католицькій парафії в Гамбурзі. Навчався на дияконських курсах, що їх організував Патріарх Йосиф Сліпий при Католицькому Університеті в Римі.
У 1989–2005 роках працював в Апостольській Екзархії для українців греко-католиків Німеччини і Скандинавії у Мюнхені, виконуючи обов'язки секретаря канцелярії Єпископського Ординаріату та редактора газети «Християнський голос».
Писати почав ще в юних роках. Насамперед сербською і хорватською мовами, пізніше перейшов виключно на українську. Свої вірші, репортажі, прозові твори друкував у «Літературному слові», «Рускім слові», журналі «Нова думка» (в Югославії), газетах «Шлях перемоги», «Християнський голос», виступав зі своїми творами на Радіо «Свобода».
У бібліотеці альманаху українців у Західній Європі «Зерна», що виходить у Німеччині (шеф-редактор поет Ігор Трач), вийшла його перша книжка літературних творів -„Корінням з України“. А в 2003 році у видавництві «Коло» (Дрогобич) вийшла книжка «Кольорові сни або листи діда Панаса Бездольного» (упорядник видання — проф. д-р Микола Зимомря).
Проживає в Липовлянах (Хорватія). Дружина - Ганя Головчук.

## Твори
- «Корінням з України» (2000)
- «Кольорові сни або листи діда Панаса Бездольного» (2003)
- "Тут я почув своє рідне слово..." (2005)
- " Стіжки" (2007)
- " Наші долі" (2010)